# San Severo (Bardolino)

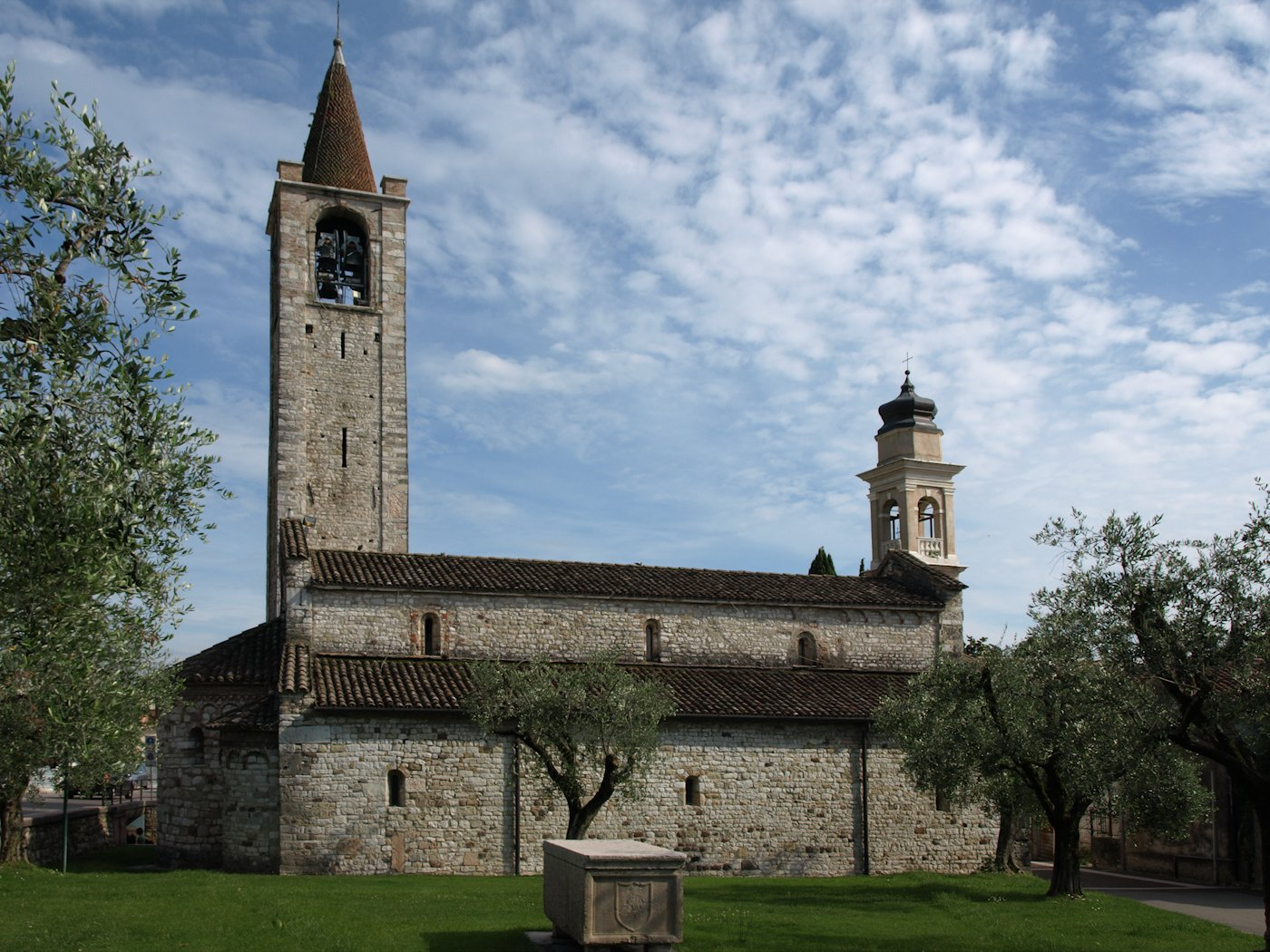
San Severo von Norden

Die Kirche San Severo liegt eben außerhalb der Altstadt von Bardolino. Sie wurde bereits 893 erwähnt und blieb bis zum 15. Jahrhundert das geistliche Zentrum der Stadt. Der jetzige Bau dürfte nach dem Erdbeben von 1117 in romanischen Formen erneuert worden sein. Reste eines rund 300 Jahre älteren langobardischen Vorgängerbaus aus dem 8. Jahrhundert sind noch vorhanden.

## Äußerer Bau

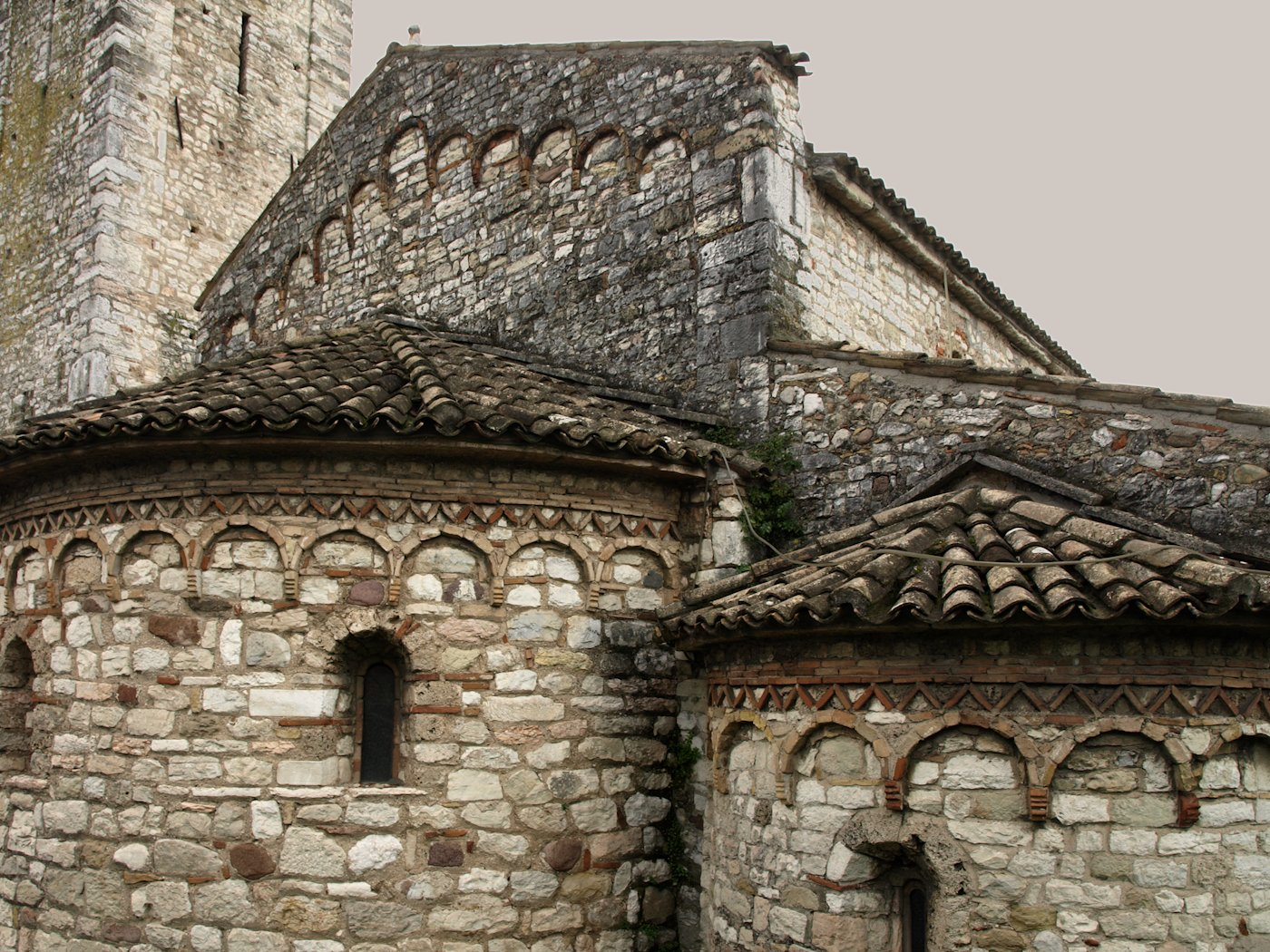
Die Apsiden mit Rundbogenfriesen sind eine Rekonstruktion

Der romanische Bau ist in weiten Teilen ursprünglich erhalten, wenn auch der Apsisbereich in den Jahren 1942/1943 rekonstruiert wurde. Die Kirche hat die Grundform einer dreischiffigen Basilika mit kleinen, rundbogigen Fenstern. Die Schiffe schließen im Osten mit je einer Apsis ab. Unterhalb der Trauflinien verlaufen Rundbogenfriese. Das südliche Seitenschiff (Ende 10. bis  Anfang 11. Jahrhundert) ist schmaler als das nördliche, welches aus dem 12. Jahrhundert stammt. Der Grundriss zeigt eine von der rechtwinkligen Bauweise abweichende Verzerrung, was besonders an der schräg ansetzenden Westfassade zu erkennen ist.
Die Westfassade, die um 1700 überarbeitet wurde, lässt deutlich die zwei verschiedenen Bauabschnitte erkennen: Die  Mitte und der rechte Bereich stammen aus der die frühen Phase (Ende 10. bis  Anfang 11. Jahrhundert), der linke Bereich als Teil des nördlichen Seitenschiffs aus dem 12. Jahrhundert.
Der hoch aufragende Glockenturm mit Lisenen an den vier Kanten ist am östlichen Ende der Südwand angesetzt. Große, rundbogige Schallöffnungen geben den Blick auf die Glocken frei. Ein eingerücktes Kegeldach schließt den Turm nach oben ab.

## Inneres

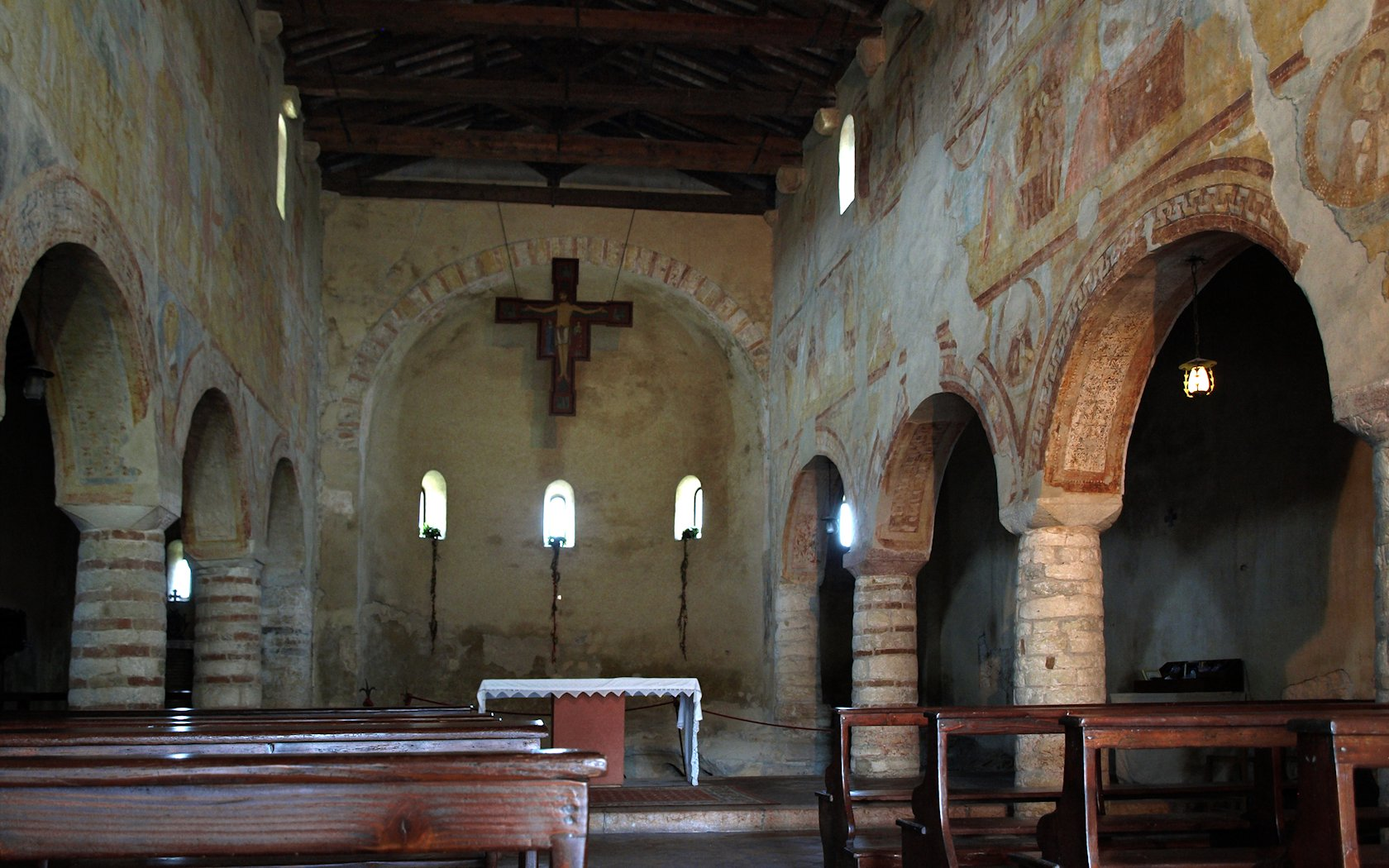
Inneres nach Osten am Triumphbogen ist die Asymmetrie des Baus zu erkennen, was auf verschiedene Bauphasen hinweist
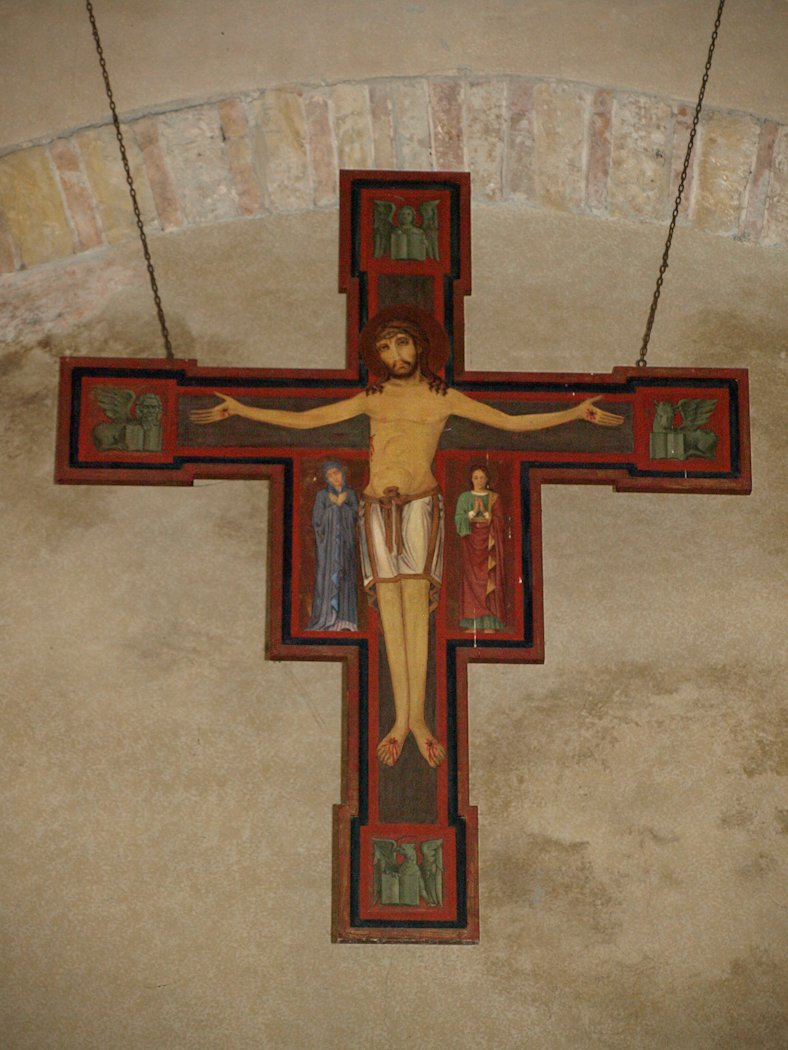
Triumphkreuz
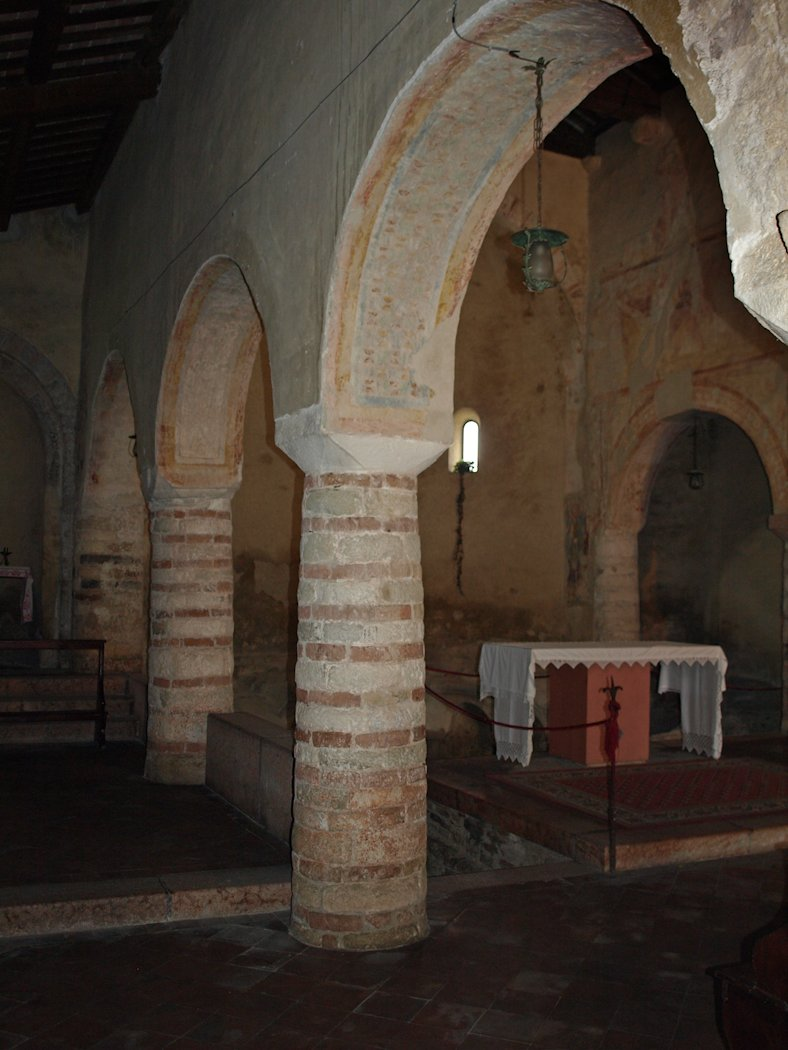
Blick vom nördlichen Seitenschiff

Zwei Reihen gedrungener Säulen mit einfachen Kapitellen tragen die massiven Seitenwände und den offenen Dachstuhl. Bei den Säulen wechseln Schichten von Backstein und Tuffstein, dieser Wechsel ist auch am Triumphbogen über der Hauptapsis zu erkennen.

### Krypta

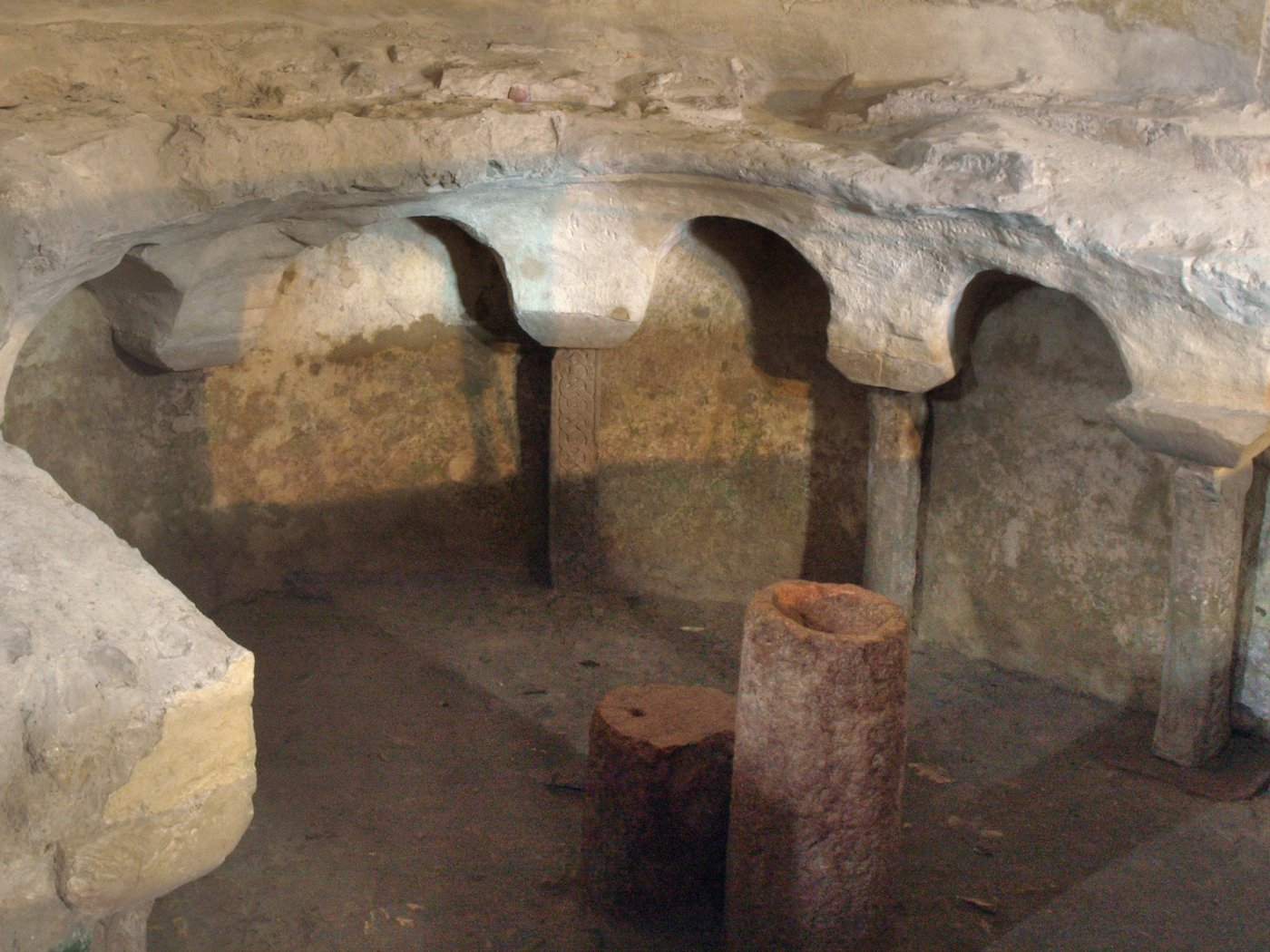
Blick in die Krypta

Unter der Hauptapsis wurde eine langobardische Krypta vom Vorgängerbau freigelegt. Es fehlt heute das abdeckende Gewölbe, aber die tragenden  Pfeiler sind noch erhalten. Der Bau muss, als er noch eingewölbt war, ein gedrungener, düsterer Raum gewesen sein.

### Fresken
Die große Besonderheit von San Severo ist der verblichene, aber weitgehend erhaltene Freskenschmuck, der aus der ersten Hälfte des 12. Jahrhunderts stammt und einst die gesamten Innenflächen bedeckte. Hier haben wir keine byzantinische Tradition vor uns, sondern Freskomalerei der Romanik, die nicht auf elegante Komposition, sondern auf lebendige erzählerische Darstellung Wert legte. Die einzelnen Szenen sind nicht getrennte, durch Umrahmungen abgegrenzte Bilder, sondern ohne Unterbrechung hinter- und ineinander gemalt. Es dominiert die zeichnerische Darstellungsweise, bei der auf die plastische Durchformung der einzelnen Figuren kein Wert gelegt wird. Lebendigkeit und Intensität der Erzählung sind entscheidend.

#### Szenen auf der Nordseite
Passionsszenen: Abendmahl, Herodes befragt Jesine, Pilatus vor dem Volk, der Weg zum Kalvarienberg mit Simon, der Christus hilft, das Kreuz zu tragen, und die Grablegung; darüber ist die ikonographisch kaum deutbare Darstellung einer Ritterschlacht zu sehen.

#### Szenen auf der Südseite

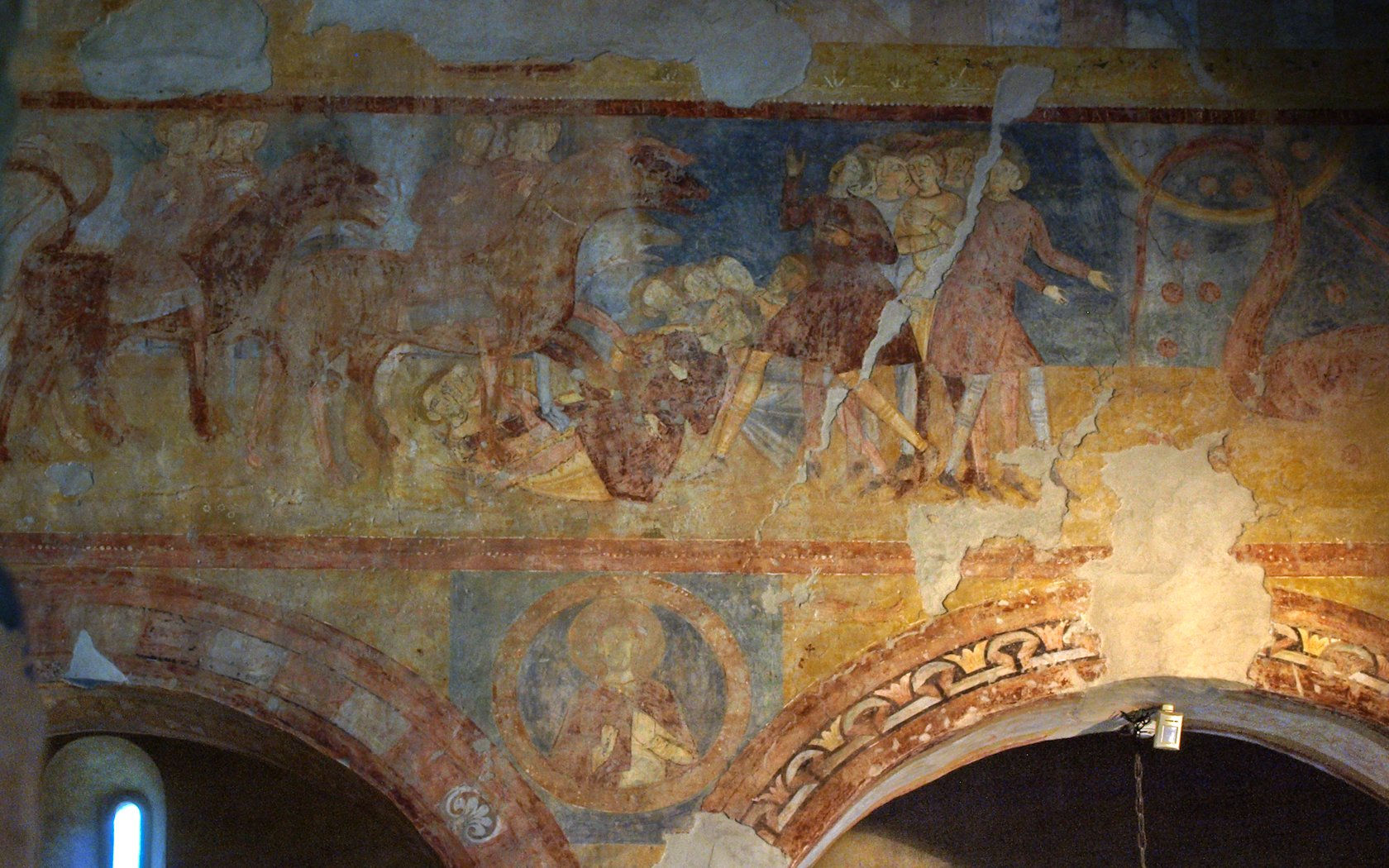
Fresko an der Südwand
Szenen aus der Apokalypse des Johannes

Über den Aposteln sind Szenen der Apokalypse des heiligen Johannes zu erkennen: Christus zwischen den sieben goldenen Kandelabern, die 24 Ältesten, der Höllenschlund, dem die Teufel entspringen, die Pferde mit dem Löwenkopf und dem Schlangenschweif, der siebenköpfige Drachen vor der die Kirche symbolisierenden Frau, dazwischen die Vision einer brennenden Stadt und der heiligen Michael, der mit seinen Engeln den Kampf gegen Satan gewinnt.
In den Laibungen der Arkadenbögen befinden sich prächtig verzierte Schmuckbordüren.
Im linken Seitenschiff ist noch ein Freskofragment mit Christus als Erlöser zu erkennen.